# Sous la Seine
Pour plus de détails, voir Fiche technique et Distribution.
Sous la Seine est un film franco-belge réalisé par Xavier Gens et sorti en 2024. Il est diffusé en exclusivité sur Netflix.

## Synopsis
Dans le vortex de déchets du Pacifique nord près d'Hawaï, Sophia Assalas et son équipe de plongeurs sont sur les traces de Lilith, une femelle requin mako. Chris, le mari de Sophia, est en plongée avec Sam, Juan et Tom, pendant que Sophia et Jade restent sur le bateau et les regardent depuis leur écran. En attendant Lilith, qui est équipée d'une balise, ils examinent un cadavre de cachalot pris dans des déchets. Plusieurs requins viennent rôder, avant d'être rejoints par Lilith. L'animal a anormalement grandi depuis la dernière rencontre avec l'équipe de Sophia. Lilith attaque les trois plongeurs. Sophia saute du bateau pour tenter de les sauver. Mais elle est à son tour attaquée, entraînée vers le fond et blessée aux tympans.
Trois ans plus tard, toujours très marquée par ce drame, Sophia est devenue guide dans un aquarium parisien. Elle y fait la connaissance de Mika, jeune activiste de 20 ans œuvrant pour la protection des requins dans le monde. Mika lui explique avoir localisé Lilith dans la Seine, chose normalement impossible pour une telle espèce. Sophia vérifie la balise et se rend compte que le requin est réellement dans le fleuve parisien. Par ailleurs, un homme est porté disparu après la chute de son véhicule dans l'eau. Mika décide de plonger seule près de la carcasse et constate une trace de morsure sur la voiture. Elle est appréhendée par Adil Faez, brigadier-chef de la police fluviale de Paris. Celui-ci et ses supérieurs ont du mal à croire à la présence du requin, Mika leur demande donc de contacter Sophia, car les championnats du monde de triathlon sont sur le point d'être organisés dans la capitale avec une épreuve de natation dans la Seine précisément là où Lilith a été repérée.
Après la découverte dans l'eau d'un nouveau corps dévoré, Adil fait appel à Sophia. Équipés du traqueur de balise, ils localisent l'animal, mais Mika, aidée par sa petite-amie Ben, parvient à désactiver la balise pour protéger Lilith des policiers.
Accompagnée d'Adil et de sa supérieure Angèle, Sophia tente de convaincre la maire de Paris de prendre des mesures drastiques pour protéger la population en annulant l'épreuve sportive. Mais la politicienne ne les prend pas au sérieux et ne veut pas perturber la tenue du triathlon, prélude des Jeux olympiques. Alors que Sophia organise la traque du requin avec la brigade fluviale, Mika a alerté de nombreux internautes pour protéger Lilith et la faire ressortir de la Seine en la guidant vers l'océan. Sophia, Adil et ses collègues les retrouvent dans les catacombes. Ils y découvrent deux requins : Lilith a mis bas. Malgré les avertissements de Sophia, Mika plonge, persuadée que le requin ne l'attaquera pas, mais elle se fait dévorer par Lilith, ce qui attire beaucoup d'autres petits requins qui sèment alors la panique et font un véritable carnage. Plusieurs militants dont Ben sont tués, ainsi que des policiers. Sophia assiste impuissante au carnage et se rend ensuite avec Adil à l'hôpital au chevet des blessés. Ils retournent dans les catacombes où le corps d'un des bébés de Lilith a été retrouvé. Sophia étudie l'animal et comprend un peu mieux comment le requin a pu s'adapter à l'eau douce de la Seine. Elle se rend compte que le bébé est une femelle et qu'elle et Lilith peuvent se reproduire seules, suivant le mode de reproduction de la parthénogenèse.
Alors que douze morts ont été recensés, l'équipe de la brigade fluviale et Sophia se retrouvent à nouveau face à la maire. Celle-ci veut à tout prix éviter la polémique, car le triathlon doit commencer dans 24 heures. Sophia et Adil sont mis à l'écart. Mais les policiers ne s'avouent pas vaincus et se lancent avec Sophia à la recherche du « nid » de Lilith pour le détruire à coup d'explosifs.
Tandis qu'Angèle organise la sécurité de la maire pendant le triathlon, son équipe participe à la traque du requin. Elle découvre de nombreux autres squales dans une crypte des catacombes. Plusieurs policiers sont tués, mais Adil et Sophia parviennent à faire exploser le lieu pour y piéger les animaux.
Pendant qu'Adil est secouru par des collègues, Sophia retourne dans l'eau pour vérifier que les requins sont bien prisonniers de l'effondrement de la crypte. Lilith jaillit des gravats et tue à nouveau des policiers. Puis elle se dirige vers les nageurs du triathlon et en attaque plusieurs, sous les yeux des médias venus filmer l'événement. L'armée ouvre le feu sur l'animal, ce qui déclenche l'explosion de vieux obus gisant au fond de la Seine. Cela fait fuir le requin, mais provoque la destruction de plusieurs ponts parisiens et une montée catastrophique des eaux qui inondent Paris, faisant mentir la devise de la ville, Fluctuat nec mergitur. Sophia porte secours à Adil, blessé. Réfugiés sur le toit d'un édicule, ils sont encerclés par des dizaines de requins. C'est la dernière image du film, tandis que le générique montre en arrière-plan comment les requins, qui se sont rapidement reproduits, gagnent toutes les grandes villes dans le monde, de Londres et New York à Bangkok et Tokyo en passant par Venise.

## Fiche technique
Sauf indication contraire, les informations mentionnées dans cette section peuvent être confirmées par les bases de données cinématographiques IMDb et Allociné,  présentes dans la section « Liens externes ». 
 Sauf indication contraire, les informations mentionnées dans cette section peuvent être confirmées par le générique de fin de l'œuvre audiovisuelle présentée ici, ainsi que par la base de données cinématographiques Unifrance,  présente dans la section « Liens externes ».
- Titre original : Sous la Seine
- Titre anglophone : Under Paris
- Titre de travail : Sharks in Paris[3]
- Réalisation : Xavier Gens
- Scénario : Yannick Dahan, Xavier Gens et Maud Heywang, d'après une idée d'Édouard Duprey et Sébastien Auscher
- Adaptation : Yael Langmann et Olivier Torres
- Musique : Alex Cortés, Anthony d'Amario et Édouard Rigaudière[4]
- Décors : Hubert Pouille
- Costumes : Camille Janbon
- Photographie : Nicolas Massart[5]
- Son : Jacques Sans
- Montage : Riwanon Le Beller
- Production : Vincent Roget
- Production exécutive : Fernando Victoria de Lecea (Espagne) et Daniel Delume (France)
- Production déléguée : Vincent Roget et Bastien Sirodot (Let Me Be)
- Production associée : Édouard Duprey (Kaly Productions) et Sébastien Auscher (Program Store)
- Sociétés de production : Netflix (France), en coproduction avec Let Me Be (Belgique), associé avec Kaly Productions et Program Store, en association avec Umedia-Ufund (Belgique)
- Société de distribution : Netflix
- Budget : 19,6 millions d'euros[6]
- Pays de production :  France[1],  Belgique
- Langue originale : français
- Format : couleur
- Genre : action, drame, horreur, thriller
- Durée : 101 minutes
- Date de sortie : 5 juin 2024 sur Netflix[7]
- Classification :
  - France : à partir de 16 ans[8]

## Distribution
Sauf indication contraire ou complémentaire, les informations mentionnées dans cette section proviennent du générique de fin de l'œuvre audiovisuelle présentée ici.
- Bérénice Bejo : Sophia Assalas
- Nassim Lyes : Adil Faez, brigadier-chef de la brigade fluviale
- Léa Léviant : Mika, jeune activiste
- Sandra Parfait : Caro, membre de la brigade fluviale
- Aksel Ustun : Nils, membre de la brigade fluviale
- Aurélia Petit : Angèle, capitaine de la brigade fluviale
- Marvin Dubart : Markus, membre de la brigade fluviale
- Daouda Keita : Léopold, membre de la brigade fluviale
- Ibrahima Ba : Adama, membre de la brigade fluviale
- Anne Marivin : la maire de Paris[8],[9]
- Hugo Trophardy : Victor, élève
- Stéphane Jacquot : Poiccard, démineur
- Jean-Marc Bellu : Berruti, démineur
- Nagisa Morimoto : Ben, amie activiste de Mika
- Yannick Choirat : Chris, compagnon de Sophia
- Iñaki Lartigue[10] : Juan, membre de l'équipe de Sophia
- Victor Pontecorto : Sam, membre de l'équipe de Sophia
- Thomas Espinera : Tom, membre de l'équipe de Sophia
- Anaïs Parello : Jade, membre de l'équipe de Sophia
- Iván González : André, secrétaire de la maire
- Patrick Ligardes : le préfet de police de Paris
- Maud Forget : le journaliste de triathlon
- Jonas Dinal : Adewale, sans-abri
- Yves Calvi : lui-même
- Ricky Tribord : l'officier de Marine
- Monsieur Poulpe : un nageur du triathlon

## Production

### Développement
En janvier 2019, un film à gros budget de 19,6 millions d'euros, ayant pour titre Under Paris, est annoncé : Xavier Gens en est le réalisateur, sous son scénario partagé avec Yannick Dahan et Maud Heywang, sur le thème d'un prédateur sous la Seine, auteur de plusieurs disparitions à Paris en pleine préparation du 14 juillet, dont le tournage est prévu en fin d'année. L'idée vient des producteurs Édouard Duprey et Sébastien Auscher.
Fin avril 2023, Netflix dévoile deux photos du prochain film français, non intitulé à l'époque, réalisé par Xavier Gens et produit par Let Me Be, mettant en scène Bérénice Bejo, Nassim Lyes et Léa Léviant qui essaient de traquer un gros requin qui se dirige vers Paris lors des championnats du monde de triathlon sur la Seine en été 2024. Le film est également coproduit par la société belge Umedia. En novembre suivant, le titre est révélé : Sous la Seine.
Mi-janvier 2024, Netflix révèle l'affiche du film.
En novembre 2024, Bérénice Bejo, qui interprète Sophia dans le film, confirme dans La Tribune que Sous la Seine aura une suite, dont les prises de vues auront lieu en septembre 2025.

### Attribution des rôles
En juin 2023, Ibrahima Ba, Aksel Ustun et Marvin Dubart sont mentionnés pour la participation au film.
En janvier 2024, Iñaki Lartigue déclare avoir pris part au tournage. Début avril, Anne Marivin est mentionnée dans le rôle de la maire de Paris, inspiré d'Anne Hidalgo et de Valérie Pécresse.

### Tournage
Le tournage commence en mars 2023,,, à Bruxelles. Il a également lieu à Paris, fin avril,, pour la Seine et le quai de la Tournelle entre autres, et en Espagne, fin juin, précisément à Alicante pour la Ciudad de la Luz, pendant deux semaines et demi, et sur la côte de La Vila Joiosa pour se servir du réservoir d'eau et de la mer durant sept semaines. Le montage du film prend place en novembre de la même année.

### Effets spéciaux
Des images de synthèse et des animatroniques grandeur nature ont été créés par la société Studio 69, pour donner vie aux requins.

### Musique
La musique du film est composée par Alex Cortés, Anthony d'Amario et Édouard Rigaudière.

## Accueil

### Festival et sortie
Les premières images inédites du films sont dévoilées au festival international du film fantastique de Gérardmer, en présence de Xavier Gens et Bérénice Bejo.
Le film est diffusé en exclusivité le 5 juin 2024 sur Netflix . En juillet, la plateforme annonce que le film comptabilise plus de 84 millions de vues, en faisant le quatrième film non anglophone le plus regardé sur Netflix .

### Accusations de parasitisme
En 2023, Vincent Dietschy apprend que Netflix a lancé la production du film Sous la Seine. Selon lui, l'histoire est assez proche de son idée publiée le 3 février 2014 dans le dossier envoyé au Centre national du cinéma et de l’image animée : « une jeune femme policière, plongeuse à la brigade fluviale de Paris, se trouve confrontée à un phénomène naturel inédit, incarné par un gigantesque silure, terriblement agressif, et tueur d’êtres humains. (…) sème la panique dans la capitale, menaçant la politique du maire à quelques jours du choix de la ville qui organisera les Jeux olympiques (…) ». Le réalisateur porte plainte contre Netflix France pour parasitisme,. La procédure juridique a lieu le 14 juin 2024 au tribunal de Paris ,. Vincent Dietschy plaide l'originalité de son film, moins porteur de clichés du genre que le film porté par Netflix. Les avocats de la plateforme américaine quant à eux font valoir que le litige repose sur des clichés du genre, avec une idée de départ assez commune, pouvant être par exemple comparée à celle des Dents de la mer de Steven Spielberg, sorti en 1975. Le 3 juillet, le réalisateur Vincent Dietschy est débouté par le tribunal judiciaire qui juge sa plainte « irrecevable » car il n'a pas poursuivi le siège européen Netflix mais la branche française de l'entreprise. La justice ne s'est en revanche pas prononcée sur le fond de la plainte ,,.

### Accueil critique
Sur le site français Allociné, la note moyenne des 9 critiques de presse française recensées est de 2⁄5, et la note moyenne des critiques du public est de 1.7⁄5.
Côté américain, sur le site Rotten Tomatoes, 65 % des 31 critiques sont positives, ce qui lui octroie une Red Tomato avec un score d'audience de 38 %. Metacritic, qui utilise une moyenne pondérée, a attribué au film un score de 57⁄100, sur la base de 6 critiques, indiquant des critiques « mixtes ou moyennes » et un score du public de 3.9⁄10 (30 critiques).
Sous la Seine devient l'un des films les plus vus sur Netflix, détrônant Godzilla Minus One.
Pauline Conradsson du Parisien se demande « c’est quoi ce nanar avec un requin en plein Paris ? » et « qu’est-ce que Bérénice Bejo est venue faire dans cette galère ? L’actrice césarisée de « The Artist » semble perdue dans ce nanar. Son personnage, comme les autres, est bourré de clichés. ».
Pour Stuart Heritage du Guardian, le film est « implacablement idiot mais véritablement terrifiant », ce qui en fait « l'un des meilleurs films de requin du monde ». Variety considère ce film brillant par sa simplicité, et que c'est l'un des meilleurs films de requin.

### Accueil par la communauté scientifique
Pour Nicolas Ziani, fondateur du Groupe Phocéen d’Étude des Requins, le film est « une honte » en raison de son manque de crédibilité scientifique. Selon Typhaine Coste, médiatrice scientifique à l'Aquarium de Paris, « le danger du requin est très surestimé ». Éric Clua note, comme ses confrères précédemment cités, que des espèces euryhalines (en) de requin existent mais que la mortalité d'une attaque de requin est ridicule.